# Scenariotestning
Scenariotestning är en metod inom programvarutestning där många aspekter används sekventiellt för att utmana programvaran på ett verklighetstroget sätt.
Ett bra scenariotest ska vara 
- baserat på en berättelse om hur programmet skulle kunna användas i verkligheten
- motiverande, i den mån att om scenariet inte lyckas så vill man fixa felet
- realistiskt, det ska inte vara osannolikt att det kan hända i verkligheten
- komplext, man ska använda mycket funktionalitet i en komplicerad omgivning eller med komplicerad data
- lätt att utvärdera, eftersom det redan är tillräckligt komplext

Förutom att scenariotestning kan fånga buggar som är svåra att se på andra sätt, eller förstå graden av vikt, är det ett sätt att lära sig produkten, och ett sätt att få kraven att bli mer verkliga. En variant av scenariotestning är såpoperatestning där man lägger in mycket oväntade saker i handlingen.
Då scenarier avser pröva många delar tillsammans för att se att de samverkar till en helhet, är de ett komplement till funktionstestning som ofta fokuserar på en viss aspekt och dess detaljer.
Användningsfall för kravformulering är liknande, men scenarier är mer komplicerade och inriktade på att hitta fel.